# Байссель, Хериберт
Хериберт Байссель (нем. Heribert Beissel; род. 1933, Везель) — немецкий дирижёр.
Окончил Кёльнскую высшую школу музыки под руководством Гюнтера Ванда и Франка Мартена. В 1968 г. основал в Бонне хор «Chur Cölnischer Chor Bonn» и является его бессменным руководителем по сей день; с 1986 г. в дополнение к хору создал здесь же Классический филармонический оркестр (нем. Klassische Philharmonie Bonn). Одновременно в 1973—1987 гг. возглавлял Гамбургский симфонический оркестр, в 1991—1998 гг. Филармонический оркестр Халле, в 2001—2006 гг. — Государственный симфонический оркестр Бранденбурга.
В репертуаре Байсселя преобладает классический репертуар, особенно венские романтики и Шопен.